# Brácula: Condemor II
Brácula: Condemor II es una película española de 1997 dirigida por Álvaro Sáenz de Heredia, protagonizada por Chiquito de la Calzada y Bigote Arrocet. Es la continuación de la película Aquí llega Condemor, protagonizada por los mismos personajes que la primera.

## Sinopsis
Condemor y Lucas abandonan el Oeste e intentan llegar a Europa en barco, pero en el trayecto se produce un misterioso asesinato: la víctima ha sido mordida en el cuello por un vampiro. Una terrible tormenta hace zozobrar al bergantín. Condemor y Lucas luchan con los tiburones consiguiendo alcanzar la costa de una isla misteriosa sometida al terror del Señor de Walpurgis, un vampiro sanguinario que confunde a Condemor con el Conde Drácula, rey de las tinieblas, y que pretende desposarle con la doncella virgen Lucía. Condemor y Lucas intentarán escapar, pero el Mago Negro sospecha que es un impostor hasta casi convencer al Barón de que no es el verdadero conde Drácula. El Barón le pedirá a Brácula que le enseñe a volar con la intención de descubrir si realmente es el conde que todos creen que es. Al llegar al castillo, se disfraza como vampiro para hacer creer a los vampiros del castillo que es el verdadero Conde Drácula, cuyo nombre él confunde con "Brácula, con B de Barbate", pese a que todos los vampiros están seguros de que es su amado líder Drácula, el Gran Mago Negro no está muy seguro de eso y decide pedirle a Condemor que demuestre su vampirismo devorando a un sapo, una vez Condemor lo hace, no sigue seguro de esto hasta que los vampiros le piden al Conde que los deleite con, "El Vuelo de Drácula", una ceremonia que consistía en atravesar el salón de palacio para demostrar sus facultades, aunque logra convencerlos gracias a la ayuda de Lucas, el montaje es desvelado, obligando a Condemor a admitir que, "Ni soy vampiro ni soy nada", y huir del castillo, junto, con Arnaldo, el novio de Lucía, Lucía, y Lucas, cuando dejan a los vampiros atrapados en el castillo, son atacados por el verdadero Conde Drácula, que viene a reclamar su identidad, finalmente, Lucas le lanza al Conde, "su fistro de zapato", a la boca, haciendo que este explote al salir el Sol. Al final, todos logran regresar, los protagonistas dicen, "Espero no más colmillos hoy", apareciendo dentro del océano una manada de tiburones, finalizando el filme.

## Reparto
- Chiquito de la Calzada: Condemor / Brácula
- Bigote Arrocet: Lucas
- Nadiuska: Baronesa
- Javivi: Barón
- Carla Hidalgo: Lucía
- Héctor Cantolla: Drácula
- Rubén Gálvez: Arnaldo
- Aramis Ney: Mago Negro

- Datos: Q19516151